# Olsson per sekund eller Det finns ingen anledning till oro
Olsson per sekund eller Det finns ingen anledning till oro är en svensk dramafilm från 1981 i regi av Lars Amble. I rollerna ses bland andra Carl-Ivar Nilsson, Birgitta Andersson och Jens Callenbo.

## Rollista
- Carl-Ivar Nilsson	– Bengt Olsson, reservdelsmontör
- Birgitta Andersson – Karin Olsson
- Jens Callenbo	– sonen Olsson
- Sune Mangs – Börje, reservdelsmontör
- Agneta Eckemyr – Inger, förman
- Peter Lindgren – VD för Agamemco
- Anders Åberg – marknadschef för Agamemco
- Pontus Gustafsson – Ove Linder, personalchef för Agamemco
- Gunnar "Knas" Lindkvist – VD för Kreafarma
- Bert-Åke Varg – marknadschef för Kreafarma
- Tommy Körberg – personalchef för Kreafarma
- Lars Amble – Gunnar Videsten, chef för Industriinform
- Per Mattsson – Ingvar Styberg, framtidsrådet
- Jan Bergquist – Lars Tenner, lugntränare
- Mona Seilitz – receptionist på Agamemco
- Mats Bergman – Bengts arbetskamrat
- Björn Strand – Bengts arbetskamrat
- Marga Pettersson – Maria, Stybergs assistent
- Stellan Skarsgård	– den långsamme
- Bo Montelius – man i reservdelsvideo
- Olle Björklund – lugnare i TV-rutan
- Jan Nygren – experten i TV-rutan
- Hans Wahlgren – elev i lugnarträning
- Sture Ström – elev i lugnarträning
- Tage Severin – elev i lugnarträning
- Annika Fridlund – Videstens sekreterare
- Sten Johan Hedman	– medlem av TV:s nyhetsredaktion
- Rolf Larsson – medlem av TV:s nyhetsredaktion
- Christina Carlwind – medlem av TV:s nyhetsredaktion
- Helena Reuterblad	– medlem av TV:s nyhetsredaktion
- Ove Magnusson – vakten i TV-huset
- Åke Wilhelmsson – programledare för TV-programmet "Djupsyn"
- Anna von Rosen – sminkös på TV
- Mia Genberg – TV-värdinna
- Hans Henricson – ung anställd
- Kent Gagervall – snabbläsare på parkbänk

## Om filmen
Manus skrevs av Carl Zetterström och filmen spelades in för Sveriges Television med Per Norén, Lars Boström, Bo Johansson och Bo Sand som fotografer. Den premiärvisades den 22 september 1981 i TV2.